# Ceratopyxis
Ceratopyxis là một chi thực vật có hoa trong họ Thiến thảo (Rubiaceae).

## Loài
Chi Ceratopyxis gồm các loài: